# Honda CBF250
A CBF250 a Honda által gyártott utcai csupasz motorkerékpár, a Honda CBF család 250 cm³-s tagja.
Ez a könnyűsúlyú ingázómotor ideális városi használatra vagy rövidebb túrázásra. Kis mérete, könnyű kezelhetősége, és relatív kis hengerűrtartalmű motorja tökéletesen alkalmassá teszi első (kezdő) motornak.

## Honda CBF250
A Honda felismerte, hogy a 250 cm³-es osztály egy kicsi, de jelentős szegmense az európai (különösen a déleurópai) motorkerékpár piacnak és egy kézenfekvő és gazdaságos közbelső lépcsőfok a 125-ös belépő szintű és a nagyobb kihívást jelentő 600-as középkategóriás gépek között.
Honda több modellel is jelen volt már ekkor ebben a szegmensben, ide értve a Jazz és Foresight nagytestű robogókat, a Rebel 250 amerikai stílusú cruiser-t, és a szegmens alapját jelentő CB250-et, amely sikerét a több mint egy évtizede tartó folyamatos értékesítésnek, az alacsony költségeknek, a stabil teljesítményének és a nagyfokú megbízhatóságának köszönheti, nem is beszélve a nagyságrendekkel kisebb biztosítási díjakról és adókról, mint a nagyobb motorok esetében.
Azonban a Honda már régóta érezte, hogy a 250-es osztályban szükséges lenne egy sportos és izgalmas új modell, amely amellett, hogy teljes értékű motorozási élményt nyújt, egyszerre vonzó mind a kezdő motorosok, mind pedig az olcsóbb megoldásokat kereső tapasztaltabb motorosok számára. Így 2004-ben a Honda kifejlesztette a teljesen új alapokra épülő CBF250-est, hogy felváltsa az európai piacon addig olyan sikeres CB250-est.
A CBF 250 a Honda által Brazíliában gyártott CBX 250 Twister Európába exportált, kissé módosított változata.
A CBX 250 Twister gyártása 2001 áprilisában kezdődött, hogy felváltsa a 2002-ig szintén Brazíliában gyártott CBX 200 Strada-t. Az eredeti modellt Brazílián kívül forgalmazták Argentínában, Mexikóban, valamint exportálták egyes európai országokba – így Magyarországra is – a nálunk sokkal ismerősebben csengő CBF család részeként CBF 250 néven.
A CBF 250 forgalmazása 2004-től 2008-ig tartott Európában. 2006-ban a modell kisebb ráncfelvarráson esett át. 2009 januárjában Brazíliában befejezik a CBX 250 Twister gyártását, helyét a CB 300 R vette át.

### Műszaki adatok
| Motor                 |                                                                                                   |
| Típus                 | léghűtéses, négyütemű, négyszelepes, DOHC                                                         |
| Hengerűrtartalom      | 249 cm³                                                                                           |
| Furat x Löket         | 73 x 59,5 mm                                                                                      |
| Kompressziós arány    | 9,3 : 1                                                                                           |
| Max. teljesítmény     | 15 kW / 8,000 min−1 (95/1/EC)                                                                     |
| Max. nyomaték         | 22 Nm / 6,000 min−1 (95/1/EC)                                                                     |
| Alapjárati fordulat   | 1 400 min−1                                                                                       |
| Olajmennyiség         | 1,8 l                                                                                             |
| Üzemanyag ellátás     |                                                                                                   |
| Karburátor            | 32 mm-es VE-L típusú karburátor                                                                   |
| Légszűrő              | cserélhető papírszűrő                                                                             |
| Üzemanyagtank         | 16 l (ebből 2,5 l tartalék)                                                                       |
| Elektromos rendszer   |                                                                                                   |
| Gyújtásrendszer       | tranzisztoros elektronikus gyújtás                                                                |
| Előgyújtás            | 10° BTDC (alapjárat) ~ 25° BTDC (3 000 min−1)                                                     |
| Gyújtógyertya         | CR8EH-9 (NGK)                                                                                     |
| Indítás               | elektromos önindító                                                                               |
| Akkumulátor           | 12V / 7Ah                                                                                         |
| ACG Output            | 204 W                                                                                             |
| Fényszórók            | 12V 60W x 1 (tompított) / 55W x 1 (távolsági)                                                     |
| Erőátvitel            |                                                                                                   |
| Kuplung               | olajfürdős, többtárcsás                                                                           |
| Kuplung működtetése   | mechanikus                                                                                        |
| Sebességváltó         | hatfokozatú, szekvenciális                                                                        |
| Primer áttétel        | 3,100 (62/20)                                                                                     |
| Sebesség áttételek    | 1 - 2.769 (36/13)                                                                                 |
|                       | 2 - 1.882 (32/17)                                                                                 |
|                       | 3 - 1.333 (28/21)                                                                                 |
|                       | 4 - 1.083 (26/24)                                                                                 |
|                       | 5 - 0.923 (24/26)                                                                                 |
|                       | 6 - 0.814 (22/27)                                                                                 |
| Végső áttétel         | 2,846 (37/13)                                                                                     |
| Hajtás                | „O” gyűrűs lánc                                                                                   |
| Váz                   |                                                                                                   |
| Típus                 | ál-duplabölcső, acélcső, zártszelvény váz                                                         |
| Méretek (H x Sz x M)  | 2 035 x 745 x 1 050 mm                                                                            |
| Tengelytávolság       | 1 370mm                                                                                           |
| Villaszög             | 25° 34'                                                                                           |
| Utánfutás             | 99 mm                                                                                             |
| Fordulókör            | 2,3 m                                                                                             |
| Ülésmagasság          | 780 mm                                                                                            |
| Hasmagasság           | 175 mm                                                                                            |
| Száraz tömeg          | 138,5 kg                                                                                          |
| Menetkész tömeg       | 152 kg (elöl: 71 kg; hátul: 81 kg)                                                                |
| Max. terhelés         | 175 kg                                                                                            |
| Megengedett össztömeg | 302 kg (elöl: 101 kg; hátul: 201 kg)                                                              |
| Futómű                |                                                                                                   |
| Elöl                  | 37 mm-es teleszkópvilla, 130 mm rugóúttal                                                         |
| Hátul                 | központi rugós tag, 100 mm rugóúttal                                                              |
| Kerekek               |                                                                                                   |
| Típus                 | U-keresztmetszetű, ötküllős, öntött alumínium                                                     |
| Felnik mérete         | elöl: 17M/C x MT2,15                                                                              |
|                       | hátul: 17M/C x MT3,00                                                                             |
| Gumik mérete          | elöl: 100/80–17M/C 52S                                                                            |
|                       | hátul: 130/70–17M/C 62S                                                                           |
| Keréknyomás           | elöl: 225 kPa (2,25 bar)                                                                          |
|                       | hátul: 225 kPa (utassal: 250 kPa) (2,25 / 2,50 bar)                                               |
| Fékek                 |                                                                                                   |
| Elöl                  | hidraulikus működtetésű 276 x 4 mm-es tárcsafék, kétdugattyús féknyereggel, szinter fékbetétekkel |
| Hátul                 | 130 mm-es dobfék                                                                                  |

### Története

#### 2004 (CBF250-4)
A CBX250 2004-től került Európába CBF250 néven, eredetileg három színváltozatban jelent meg:
- ezüst (Force Silver Metallic)
- vörös (Candy Bromeria Red)
- fekete

Az alumínium hídvázat imitáló műanyag oldalpanel és az ötküllős alumínium kerekek festése ezüst, a csupasz fémhez hasonló.

#### 2005
Ebben a modellévben egyedüli újdonság volt az új fehér szín (Ross White) bevezetése. Vélhetően ezek nagyon ritka darabok.

#### 2006 (CBF250-6)
Ráncfelvarrás keretében agresszívebb és szögletesebb lett az üzemanyagtank oldalain található műanyag idom, az idomon lévő új alakú szellőző több levegőt terel a motor és az olajhűtő irányába. A motorblokk festése sötétebb szürke lett, a felnik pedig fekete festést kaptak. Ettől az évtől megszűnik a vörös, helyette a kék az új szín:
- fekete
- ezüst (Force Silver Metallic)
- kék (Candy Itauna Blue)
- fehér (Ross White)

A kipufogóba nagyobb katalizátor került, így a jármű már megfelel az EURO-3 káros anyag kibocsátási előírásainak. Ettől az évtől gyári tartozékként rendelhető a motorhoz 26 és 35 l-es hátsó doboz, középtámasz és szélvédő.

#### 2007
Megszűnik a fehér szín.

#### Visszahívási kampány (csak a CBF250-4 volt érintett)
2005 októberében a Honda CBR125R, CBF250 és XR125L modelljeiből 8585 db-ot hívott vissza, mivel a hibás gyújtótekercsekbe víz kerülhetett, ami a belső alkatrészek korrózióját és ezáltal nehézkes indítást eredményezett. A javítás során nem meglepő módon a hibás gyújtótekercsek cseréjére került sor.
A CBF család további tagjai a CBF125, CBF500, CBF600 és a CBF1000